# عبد القادر الفاكهي
عبد القادر الفاكهي (920 - 982 هـ / 1514 - 1574 م)هو فاضل، من أهل مكة.
هو عبد القادر بن أحمد بن علي الفاكهي. مولده ووفاته بمكة.

## أسرته
له أخوان مشهوران بالعلم:
عبد الله بن أحمد بن علي الفاكهي، 899-972هـ.

محمد بن أحمد بن علي الفاكهي، أبو السعادات الحنبلي، 923-992هـ.
وجاء في النور السافر ص408: من العجائب أن المشايخ الثلاثة: صاحب الترجمة [أي: أبو السعادات محمد]، وأخويه عبد الله، وعبد القادر، كانوا كلهم أهل فضل وعلم، ومات كل واحد من الثلاثة قبل الآخر بعشر سنين، فكان أولهم موتاً عبد الله وآخرهم محمد.

## شيوخه
بدر الدين الغزي، -984هـ
ابن حجر الهيتمي، -974هـ

## آثاره
من آثاره:
- عقود اللطائف في محاسن الطائف.
- شرح منهج القاضي زكريا.
- شرحان على «بداية الهداية» للغزالي. سمى أحدهما نفحات العناية في شرح الهداية
- القول النقي في فضائل ابن حجر الهيتمي.
- شرح قصيدة الصفي الحلي.
- خلاصة التحصين والوسيلة إلى عظيم ثواب الأعمال القليلة
- شرح منهج القاضي زكريا
- شرح قصيدة الصفي الحلي
- كتاب في زيارة النبي صلى الله عليه وسلم واسمه: حسن التوسل في آداب زيارة أفضل الرسل وهو مطبوع
- فضائل شيخه ابن حجر الهيتمي
- مناهج الأخلاق السنية في مباهج الأخلاق السنية
- فتح المغلقات لأبيات السبع المعلقات وهو مطبوع في الجامعة الإسلامية في المدينة المنورة
- مناهج السرور والرشاد في الرمي والسباق والصيد والجهاد